# Parque São Domingos
O Parque São Domingos é um parque localizado no distrito de São Domingos, zona noroeste da cidade de São Paulo.
O nome do parque tem origem no nome do bairro e distrito, que homenageia o santo católico São Domingos Sávio.
Antes da existência do Parque era apenas um terreno enorme cheio de árvores e perigo, as pessoas usavam para cortar caminho de um lado do bairro para o outro e as crianças brincavam naquele lugar sombrio. Foi então criado o parque na época da sua inauguração ele lotava de pessoas e crianças, logo depois começou a diminuir, porém ainda existe e tem brinquedos para divertir as crianças.